# Quebrada Las Delicias

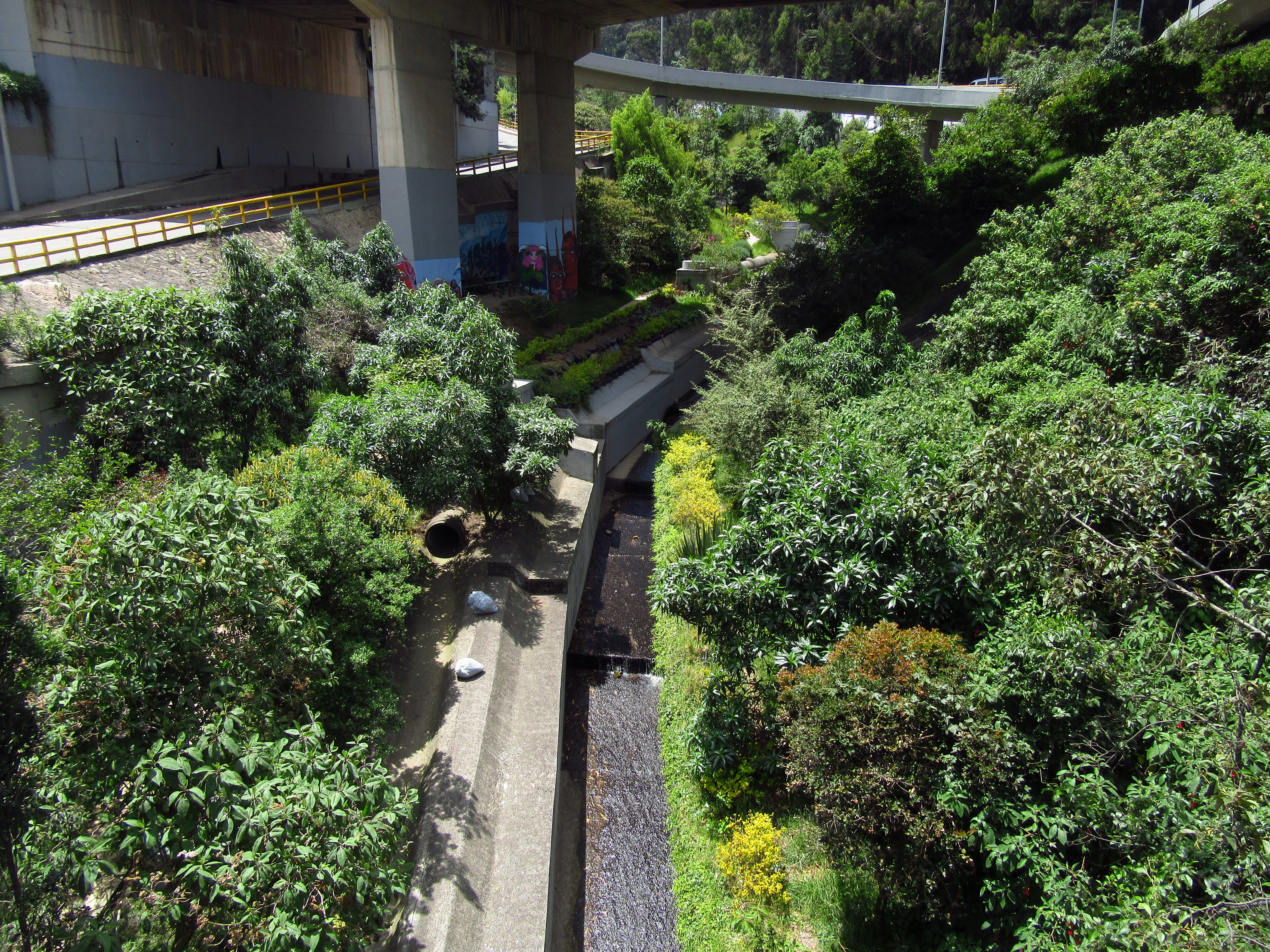
Quebrada Las Delicias a la altura de la avenida Circunvalar.

La Quebrada Las Delicias es un río de los Cerros Orientales de Bogotá, en la localidad de Chapinero. Atraviesa los barrios Bosque Calderón Tejada, Granada, Olivos y El Castillo. Cuenta con senderos ecológicos a su alrededor quioscos con miradores. Desemboca en el río Salitre.

## Historia
La zona que la rodea perteneció en el siglo XIX (19) a los "páramos el chapinero", los cuales no tenían gran valor en la época ya que estaban ubicados en el mismo terreno de la Hacienda Chapinero la cual correspondía a la orden de los padres Dominicos, posteriormente este fue tomado por José Antonio Sánchez en 1807.
En 1850 el barrio San Luís y San Cristóbal fueron divididos en tres predios debido a que herederos anteriores sufren un proceso de parcelación de tierras, de esta manera José Luciano Malo, queda como propietario de Rosales Camargo que comprendía lo que hoy en día conocemos como calle 72 hasta la 88. Vicente Díaz de Sánchez se encargó de Barrocolorado y un tercero de Paraíso Cataluña. 
En 1885 Barrocolorado sufre una división entre Las Delicias y Barrocolorado y Juan Arbeláez termina siendo propietario del territorio que comprende las delicias, que comprendía desde la calle 53 hasta la 72.
En 1910 Las delicias pasa a ser denominada Bosque Calderón Tejada y en 1930 los predios inician la urbanización ya que los terrenos fueron puestos en venta por Julio Calderón Barriga.

## Geografía
Cuenta con una de las cuencas hidrográficas más amplias que desembocan en el río Salitre y que empieza su recorrido al oriente de la localidad de Chapinero. Su extensión comprende el Cerro del Cable en la zona oriental y nororiental, los Flancos Norte y el cerro de la cruz.

## Ambiente
Desde comienzos del siglo XX existen acciones de reforestación en la zona, con procesos de arborización con pinos y eucaliptos para explotación forestal. Para proteger el lugar basta con la siembre de árboles que sirven para recuperar el caudal de la quebrada las delicias y evitar la erosión del suelo.
En el lugar se encuentran diversas especies de fauna y flora como el pitajo de vientre amarillo, la rana de cristal, begonia.